# Forsvarsforliget 2000-2004
Forsvarsforliget 2000-2004 var et politisk forlig om det danske Forsvar. Allerede i første punkt gøres det klart, at situationen giver mulighed for at foretage reduktioner af forsvarets kapacitet til forsvar af dansk territorium.:Pkt. 1 andet tekstafsnit
Forliget består i en forligstekst med tre tilhørende bilag: NATO-bidrag, materiel-skitse og miljøbilag.

## Større ændringer

### Hæren
- Den Danske Internationale Brigade skulle styrkes materielmæssigt, bl.a. med helikopterkapacitet og opdatering af kampvogne.
- De to jyske artilleriregimenter blev sammenlagt i Varde under navnet Dronningens Artilleriregiment. Den frigjorte plads på Skive Kaserne blev overdraget til Ingeniørregimentet, som så kunne rømme Farum Kaserne.
- Dronningens Livregiment, Slesvigske Fodregiment og Prinsens Livregiment blev sammenlagt under sidstnævntes navn og blev samlet i Skive.[b] Gardehusarregimentet og Sjællandske Livregiment blev sammenlagt under førstnævnte navn på Antvorskov Kaserne i Slagelse. Viborg Kaserne og Næstved Kaserne skulle nedlægges.
- 2. Telegrafbataljon og Tønder Kaserne blev lukket.

### Søværnet
- Et antal skibe skulle udfases og erstattes at to større Standard Flex-skibe.
- Willemoes-klassen blev udfaset.
- To af fem u-både blev henlagt.

### Flyvevåbnet
- Flyvestation Værløse blev nedlagt som operativ flyvestation og så godt som alle funktioner fjernet.
- Flyvestation Vandel blev nedlagt og Hærens Flyvetjeneste flyttet til Flyvestation Karup.
- Der skulle anskaffes redningshelikoptere og fire transportfly.